# Stratton Oakmont
Stratton Oakmont, Inc. war ein Investmentunternehmen und Brokerhaus mit Sitz in Long Island, New York, das vor allem durch die Schließung des Unternehmens seitens des FBI und der zuständigen US-Finanzbehörden bekannt wurde.

## Unternehmensgeschichte
Nach dem Schwarzen Montag 1987 gründete der ehemalige Börsenmakler Jordan Belfort im Jahr 1989 mit seinem Freund Danny Porush das Unternehmen Stratton Oakmont. Der Name „Stratton Oakmont“ wurde bewusst gewählt, um Vertrauen und Seriosität auszustrahlen, was eine gezielte Täuschung war, um Investoren in ihre Geschäftspraktiken zu locken. Die Firma spezialisierte sich auf den Handel mit sogenannten Penny Stocks – Aktien von kleinen, wenig bekannten Unternehmen, die oft keinen wirklichen inneren Wert hatten. Stratton Oakmont manipulierte diese Aktienmärkte durch das sogenannte „Pump-and-Dump“-Schema, das in den 1990er Jahren zu einem der markantesten Finanzskandale der USA führte.
Das Geschäftsmodell von Stratton Oakmont basierte darauf, den Kurs von Penny Stocks künstlich in die Höhe zu treiben. Die Makler der Firma kauften große Mengen an Aktien dieser Unternehmen und versuchten dann, den Preis durch aggressive Verkaufspraktiken, oft verbunden mit falschen oder irreführenden Informationen, zu steigern. Nachdem der Aktienkurs durch die hohe Nachfrage und die Verkaufsversprechen gestiegen war, verkauften Belfort und seine Partner ihre eigenen Bestände zu enormen Gewinnen. Die Anleger, die die Aktien zu überhöhten Preisen gekauft hatten, erlitten danach große Verluste, wenn der Kurs wieder fiel. Dies führte zu erheblichen finanziellen Schäden für die Investoren, aber Stratton Oakmont verdiente Millionen an den Transaktionen.
Die Unternehmenskultur bei Stratton Oakmont war stark von Exzess und unethischen Praktiken geprägt. Belfort und Porush führten ein Leben voller Luxus, Drogen und Ausschweifungen. Sie förderten diese Kultur auch in ihrem Team und belohnten ihre Makler für hohe Verkaufszahlen mit riesigen Provisionen, Autos, Drogen und Prostituierten. Diese Atmosphäre, die im Nachhinein auch als dekadent und hedonistisch beschrieben wird, war ein zentraler Bestandteil des Erfolges der Firma, da sie junge und ehrgeizige Broker anlockte, die bereit waren, alles für den schnellen Erfolg zu tun.
Doch mit wachsender Größe und Erfolg kam auch zunehmende Aufmerksamkeit der Aufsichtsbehörden. Die National Association of Securities Dealers (NASD) begann 1994, gegen Stratton Oakmont zu ermitteln, nachdem die Firma immer wieder aufgrund unethischer Praktiken aufgefallen war. Beschwerden von Anlegern über die manipulativen Verkaufspraktiken häuften sich, und es gab zunehmende Hinweise auf illegale Aktivitäten wie Geldwäsche und den illegalen Handel mit Aktien. 1996 kam es zu einer Sanktion durch die NASD, die Stratton Oakmont von der Börse ausschloss und die Firma letztlich in die Knie zwang.
Dennoch konnte Stratton Oakmont bis zu diesem Zeitpunkt weiter operieren und verdiente weiterhin Millionen, auch nachdem die Firma offiziell vom Handel ausgeschlossen wurde. Das Unternehmen hatte bis dahin rund 1.000 Mitarbeiter und war in der Finanzwelt zu einer der bekanntesten, wenn auch berüchtigtsten, Firmen geworden.
Im Jahr 1998 begannen die Ermittlungen des FBI und der SEC (Securities and Exchange Commission), die zu Belforts Verhaftung führten. Die Ermittler konzentrierten sich auf die illegalen Praktiken von Stratton Oakmont und begannen, das Unternehmen systematisch zu durchleuchten. Ein entscheidender Moment in der Aufdeckung des Betrugs war die Zusammenarbeit eines Insiders. Ein Mitarbeiter von Stratton Oakmont, der sich selbst in rechtlichen Schwierigkeiten befand, erklärte sich bereit, mit den Behörden zu kooperieren, um seine eigene Strafe zu mildern. Der Insider trug ein verstecktes Mikrofon, wodurch er Gespräche aufzeichnen konnte, in denen Belfort und andere Mitarbeiter offen über ihre betrügerischen Praktiken sprachen.
Durch diese verdeckten Aufnahmen und weitere Ermittlungen wurden Belfort und seine Partner überführt. Im Jahr 1999 bekannte sich Jordan Belfort schuldig, an betrügerischen Wertpapiergeschäften und Geldwäsche beteiligt gewesen zu sein. Zu diesem Zeitpunkt hatte das FBI bereits die Beweise gesammelt, die Belforts Verwicklung in den Betrug eindeutig belegten. Um eine noch längere Haftstrafe zu vermeiden, stimmte Belfort zu, mit den Behörden zu kooperieren und andere Beteiligte zu verraten. Diese Kooperation half, noch mehr Menschen aus der Finanzwelt zu überführen, und führte zu weiteren Verhaftungen.
Belfort wurde zu einer Haftstrafe von 22 Monaten verurteilt, nachdem er zugestimmt hatte, 110 Millionen US-Dollar an die Opfer des Betrugs zurückzuzahlen. Trotz dieser Verpflichtung und der Schwere des Vergehens hatte Belfort das Glück, eine vergleichsweise milde Strafe zu erhalten, weil er aktiv mit den Behörden zusammenarbeitete. Während seines Gefängnisaufenthalts begann er, seine Memoiren zu schreiben, die später unter dem Titel „The Wolf of Wall Street“ veröffentlicht wurden.
Nach seiner Entlassung aus dem Gefängnis versuchte Belfort, seine Geschichte zu kapitalisieren. Seine Memoiren wurden von Martin Scorsese verfilmt, und der gleichnamige Film aus dem Jahr 2013 mit Leonardo DiCaprio in der Hauptrolle machte Belforts Geschichte international bekannt. Im Film wird das Leben von Stratton Oakmont und die kriminellen Machenschaften der Firma eindrucksvoll dargestellt. Der Film erntete viel Aufmerksamkeit, sowohl für die schockierenden Exzesse des Unternehmens als auch für die schauspielerische Leistung der Besetzung.
Belforts Geschichte bleibt ein Symbol für die Exzesse und die skrupellosen Geschäftspraktiken in der Finanzwelt der 90er-Jahre und ist bis heute ein Beispiel für die Konsequenzen von Gier und unreguliertem Kapitalismus. Die Firma Stratton Oakmont mag längst Geschichte sein, doch die Legende von „The Wolf of Wall Street“ und dem Aufstieg und Fall des Unternehmens lebt weiter. Belfort selbst hat nach seiner Haftstrafe eine Karriere als Motivationsredner und Buchautor begonnen, wobei er sich in seinen Vorträgen auf Themen wie Verkaufstechniken und persönliche Entwicklung konzentriert.